# 德克斯特鎮區 (密歇根州)
德克斯特鎮區（英語：Dexter Township）是位於美國密歇根州沃什特瑙縣的一個行政鎮區。

## 地方資料
德克斯特鎮區的面積為85.91平方千米，當中陸地面積為78.63平方千米，而水域面積為7.28平方千米。根據2020年美國人口普查的數據，當地共有人口6042人，而人口密度為每平方千米70.33人。